# Lunatia fringilla
Lunatia fringilla là một loài ốc biển săn mồi, là động vật thân mềm chân bụng sống ở biển trong họ Naticidae, họ ốc Mặt Trăng.

## Miêu tả
Chiều dài tối đa của vỏ ốc được ghi nhận là 7 mm.

## Môi trường sống
Độ sâu tối thiểu được ghi nhận là 538 m. Độ sâu tối đa được ghi nhận là 1536 m.